# Ефективен размер на популация
В популационната генетика, понятието ефективен размер на популация Ne е въведено от американския генетик Сюъл Райт в знаковите му статии от 1931 и 1938 г. Дефиницията му за ефективен размер на една популация гласи, че това е "броят на участващи в размножителния процес индивиди на една идеална популация, която би имала една и съща дисперсия на алелните честоти при случаен генетичен дрейф или би имала същия размер на близкородствено кръстосване както разглежданата популация". Ефективният размер на популацията (ЕРП) е основен параметър в много модели на популационната генетика. ЕРП обикновено е по-малък от абсолютния размер на популацията (N).
|  | Тази страница частично или изцяло представлява превод на страницата Effective population size в Уикипедия на английски. Оригиналният текст, както и този превод, са защитени от Лиценза „Криейтив Комънс – Признание – Споделяне на споделеното“, а за съдържание, създадено преди юни 2009 година – от Лиценза за свободна документация на ГНУ. Прегледайте историята на редакциите на оригиналната страница, както и на преводната страница, за да видите списъка на съавторите. ВАЖНО: Този шаблон се отнася единствено до авторските права върху съдържанието на статията. Добавянето му не отменя изискването да се посочват конкретни източници на твърденията, които да бъдат благонадеждни. |